# Germar-Mark
Germar-Mark ist eine im 10. und 11. Jahrhundert auftretende Bezeichnung für ein Gebiet in Teilen Thüringens und Hessens zwischen Unstrut und Werra. Die Germar-Mark wurde auch Germara Mark bezeichnet. Die Germar-Mark ist benannt nach dem thüringischen Ort Görmar, der in unmittelbarer Nähe eines Königshofs in Mühlhausen gelegen war und wahrscheinlich als Verwaltungsmittelpunkt der Mark diente.

## Lage

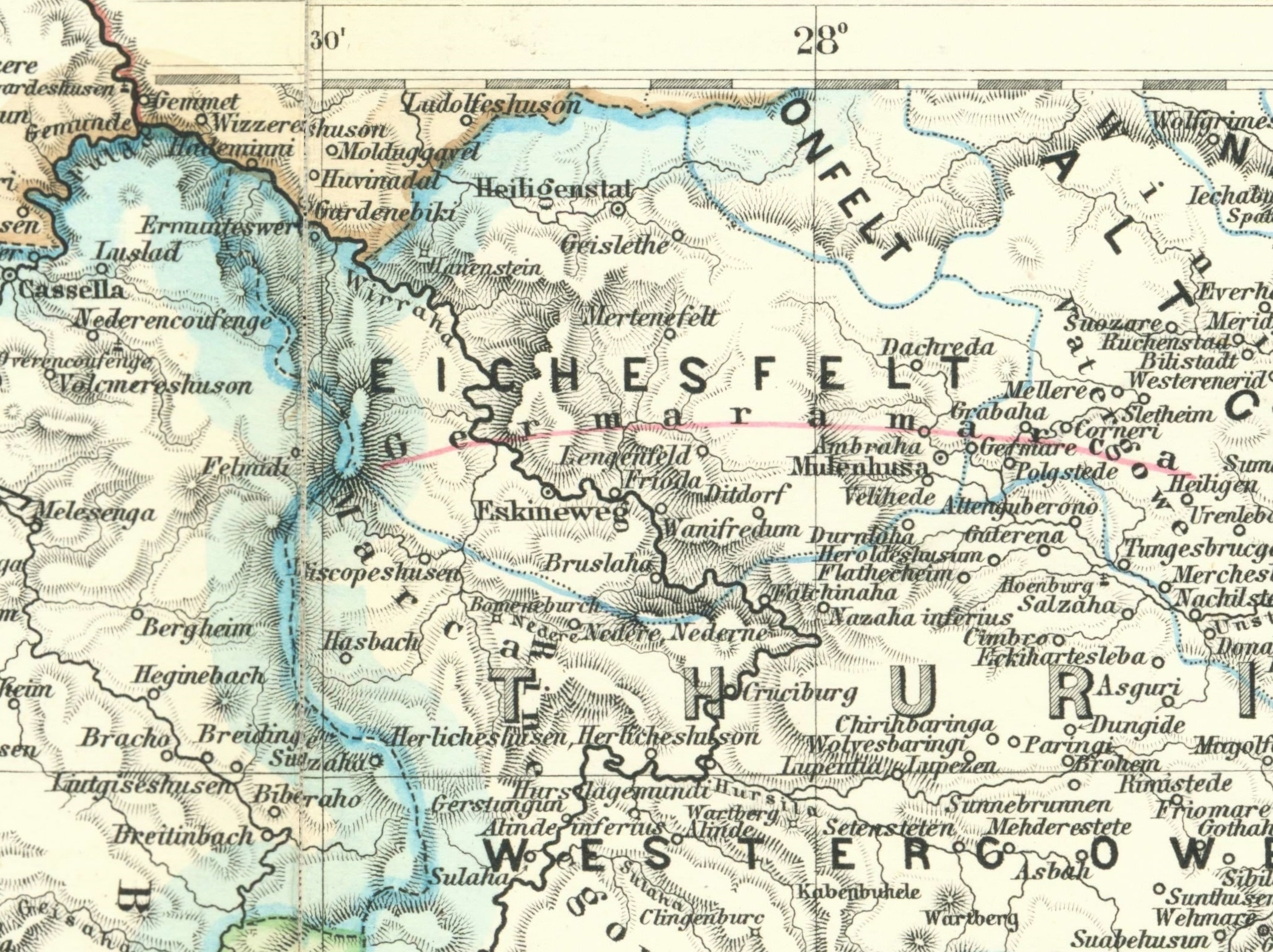
Die Germara-Mark befindet sich beidseits der Grenzziehung zwischen Westergau und Eichsfeld

Die Germar-Mark erstreckte sich westlich vom Unterlauf der Werra von Eschwege bis vor Witzenhausen bis östlich an die Unstrut mit dem Gebiet von Mühlhausen. Einbezogen waren auch Teile des südlichen und südwestlichen Eichsfelds. Die westliche Grenze bildeten die Höhenlagen von Meißner und Kaufunger Wald, als Grenze des ehemaligen thüringischen Siedlungsgebietes. Ob Teile des westlichen Ringgau mit dem „Neter- oder Netragau“ und der „Hunethergau“ ebenfalls zur Germarmark gehörten wird vermutet.
Eine genaue Abgrenzung der Gaue ist schwierig, da sich zu unterschiedlichen Zeiträumen die Zugehörigkeiten und auch die Bezeichnungen geändert haben.
Die Mark lag zwischen dem Westergau im Süden und dem eigentlichen Eichsfeldgau im Norden, das Verhältnis dieser drei Gaue untereinander ist nicht genau bekannt. Weitere Nachbargaue waren der Altgau im Osten und der fränkische Hessengau im Westen.

## Geschichte
Schriftliche Ersterwähnungen der Mark liegen für 974 und 994 vor.
Bis zum Beginn des 9. Jahrhunderts waren Nordhessen und Thüringen, die bereits zum Fränkischen Reich gehörten, von Einfällen der Sachsen bedroht. Zur Abwehr dieser Einfälle sicherten die fränkischen Herrscher diese Grenzgebiete durch die Einrichtung so genannter Marken. Nach der Eingliederung Sachsens in das Fränkische Reich verlor die Germar-Mark ihre Bedeutung.
Im Jahr 974 schenkt Otto II. seiner Frau Theophanu die Güter Frieda, Eschwege, Mühlhausen, Tutinsode (bei Mühlhausen) und Schlotheim.  Eschwege wird in regione Turingia in Germarene marcha et in comitatu Vuiggeri comitis in der Germarmark genannt und nochmals 994 in pago Germara marca. 1035 schenkt Konrad II. vermutlich den Ort Berka bei Eschwege (in loco Birkehe dicto in loco Germaremarcha) dem Kloster Fulda ,gelegen in der Grafschaft Ludgers (in comitatu Lutegeri comitis). Eine weitere Nennung der Mark gibt es im Jahr 1071 für Martinfeld im südwestlichen Eichsfeld.
Mit dem Sieg Kaiser Heinrich IV. über die Sachsen im Jahr 1075 wurde der Machteinfluss der Northeimer Grafen unter Otto über die Germar-Mark stark eingeschränkt und nur noch über den westlichen Teil mit ihrem Eigenbesitz zuerkannt. Unter welchen Einfluss der östliche Teil mit dem Gericht Stein kommt, ist nicht bekannt, im 13. Jahrhundert ist es in thüringischen Besitz. Der Begriff Germar-Mark verschwindet danach aus den Akten.
Grafen:
- Wigger I. (974)
- Wigger II. (um 1000), stiftete die erste Kirche in Dorla (987)[9]
- Rugger I. (um 1025)
- Grafen von Bilstein
  - Rugger II. (1071), hatte Grafschaftsrechte in Martinfeld (bei Heiligenstadt)
  - Rugger III. Graf von Bilstein, Gründer des Klosters Germerode
- Grafen von Northeim (Otto I. um 1075 und Heinrich über den Westteil)